# Augusta (New York)
Augusta ist eine Gemeinde im US-Bundesstaat New York. Sie liegt im südwestlichen Teil von Oneida County und hat 2021 Einwohner (Stand: Volkszählung 2020). 

## Geschichte
Die Besiedelung von Augusta begann 1793. Die Stadt wurde 1798  von Whitestown aus gegründet. Sie wurde vermutlich nach Augusta, Maine, benannt oder nach dem Offizier Augustus Van Horn.

## Geografie
Die Stadt hat 71,8 km² und keine Wasserflächen. Die Stadt grenzt im Süden und Westen an Madison County, New York.

## Orte und Gegenden in Augusta
- Augusta -- Der Ort Augusta an der NY 26.
- Five Corners -- Ein Gebiet nordöstlich von Augusta.
- Knoxboro -- Ein Ort nordwestlich Augusta.
- Lloyds Corners -- Ein Gebiet im Süden von Augusta.
- Lyons Mills -- Ein Ort westlich von Oriskany Falls.
- Newell Corners -- Ein Gebiet westlich von Lloyds Corners.
- Oriskany Falls -- Das Dorf Oriskany Falls liegt im südöstlichen Teil der Stadt.
- Wells Corners -- Ein Ort im nordöstlichen Teil der Stadt.